# Айос-Димитриос (Аттика)
А́йос-Дими́триос (греч. Άγιος Δημήτριος) — город в Греции, южный пригород Афин. Расположен на высоте 60 метров над уровнем моря, на Афинской равнине, в 5 километрах к югу от центра Афин. Административный центр одноимённой общины в периферийной единице Южные Афины в периферии Аттика. Население — 71 294 жителя по переписи 2011 года. Площадь — 4,949 квадратного километра. Плотность — 14 405,74 человека на квадратный километр. Димархом на местных выборах 2014 года выбрана Мария Андруцу (Μαρία Ανδρούτσου).

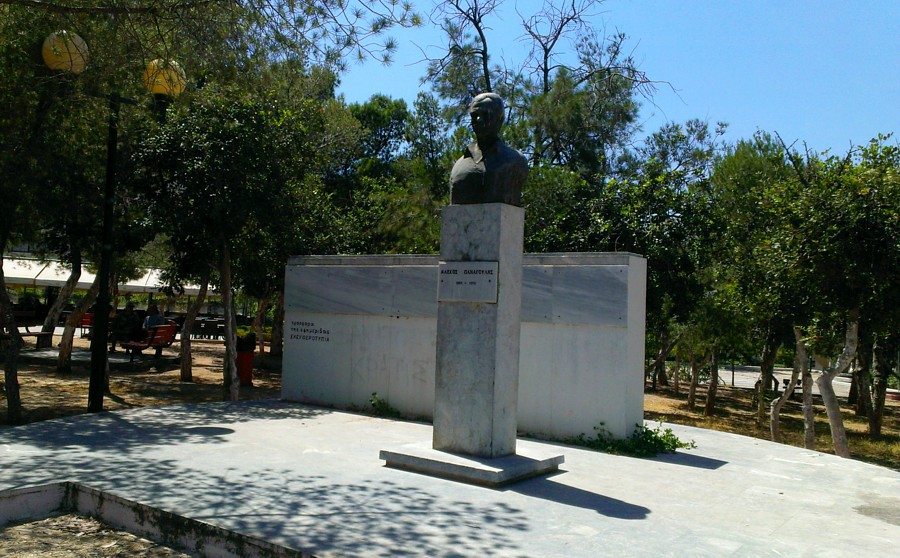
Памятник Александросу Панагулису в Айос-Димитриосе

Город пересекает река Пикродафни. По восточной окраине города проходит проспект Вулиагменис. В городе находятся три станции Афинского метрополитена: «Дафни», «Айос-Димитриос-Александрос-Панагулис» и «Ильюполи-Григорис-Ламбракис».
До 1928 года (ΦΕΚ 156Α) назывался Брахами (Μπραχάμι). Сообщество Брахами создано в 1925 году (ΦΕΚ 48Α), в 1943 году (ΦΕΚ 22Α) создана община Айос-Димитриос, в 1947 году (ΦΕΚ 199Α) создано новое сообщество Айос-Димитриос. В 1963 году (ΦΕΚ 45Α) создана новая община Айос-Димитриос.
Во времена османского владычества область была чифтликом Брахами, принадлежавшим турецкому паше Брахаму. После Греческой революции население Брахами составляло 7 человек. Название Айос-Димитриос город получил от церкви Святого Димитрия.

## Население
| Год  | Население, человек |
| ---- | ------------------ |
| 1920 | 749                |
| 1951 | 4621               |
| 1961 | 21 365             |
| 1971 | 40 968             |
| 1981 | 51 421             |
| 1991 | 59 662             |
| 2001 | 68 719             |
| 2011 | ↗ 71 294           |